# 第一代艾伦比子爵埃德蒙·艾伦比
陸軍元帥埃德蒙·亨利·海因曼·艾伦比，第一代艾伦比子爵（Edmund Henry Hynman Allenby, 1st Viscount Allenby，1861年4月23日—1936年5月15日），英国陆军元帅，绰号为“流血公牛”（Bloody Bull），参与过第二次布尔战争及第一次世界大战。一战期间，1917年6月被调往中东战场，取代作战不利的陆军上将阿奇博尔德·默里爵士出任英国埃及远征军的统帅，参与了西奈半岛及巴勒斯坦战役，并在战事后期取得一连串决定性胜利，迫使奥斯曼土耳其帝国谋求停战。
1917年10月至12月期间，他率军攻占了巴勒斯坦的贝尔谢巴、雅法和耶路撒冷等地，1918年夏率军攻陷约旦河谷，此后又北进深入中东腹地，于米吉多战役中击败了奥斯曼土耳其帝国伊尔迪里姆军团第八军，并迫使土军第四军及第七军向大马士革方向溃退。攻陷大马士革后，艾伦比继续向北深入。在此期间，他联系熟络阿拉伯局势的托马斯·爱德华·劳伦斯，以及阿拉伯起义的领袖费萨尔一同协助埃及远征军夺取奥斯曼帝国的剩余领土。1918年10月，他率军赢得阿勒颇战役，5日后，奥斯曼帝国求和，同英国签署了《穆德洛斯停战协定》。战后，他又于1919年至1925年担任了埃及和苏丹的高级专员。1936年5月14日因颅内肿瘤于伦敦去世，葬于西敏寺。

### 书目
- Aitken, Ian. . Taylor & Francis Group. 2007  [2016-09-23]. ISBN 978-1579584450. （原始内容存档于2016-05-10）.
- Gardner, Brian. . London: Cassell. 1965. OCLC 2287641.
- Farrar-Hockley, General Sir Anthony. . London: Granada. 1975. ISBN -0246640596.
- Heathcote, Tony. . Barnsley (UK): Pen & Sword. 1999. ISBN 0-85052-696-5.
- Hughes, Matthew. . Routledge. 1999. ISBN 978-0714644738.
- James, Lawrence. . London: Weidenfeld & Nicolson. 1993. ISBN 978-0297811527.
- Reid, Walter. . Birlinn, Edinburgh. 2006. ISBN 1-84158-517-3.
- Urban, Mark. . London: Faber and Faber. 2005. ISBN 978-0571224876.
- Woodward, David R. . Westport Connecticut & London: Praeger. 1998. ISBN 0-275-95422-6.